# Strażnica KOP „Rybna”

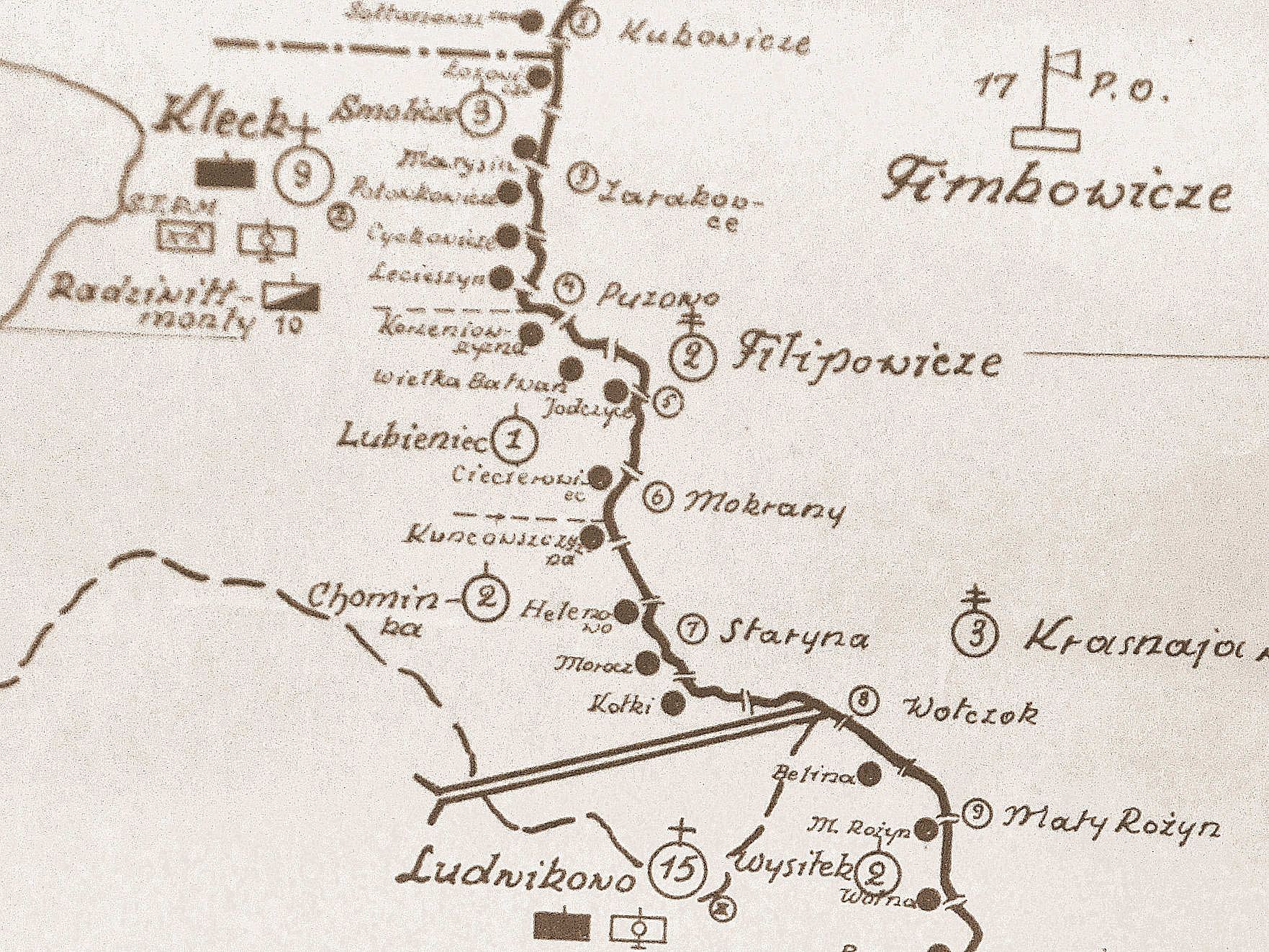
Rozmieszczenie batalionu KOP „Kleck” w 1931

Strażnica KOP „Rybna” – zasadnicza jednostka organizacyjna Korpusu Ochrony Pogranicza pełniąca służbę ochronną na granicy polsko-sowieckiej.

## Formowanie i zmiany organizacyjne
W 1924 w składzie 2 Brygady Ochrony Pogranicza, został sformowany 9 batalion graniczny. W 1928 w skład batalionu wchodziło 13 strażnic, w tym 135 strażnica KOP „Morocz”  . Z dniem 19 stycznia 1938 dowódca KOP zarządzeniem nr L.4840/tj.og.org/37 zmienił nazwę strażnicy KOP „Morocz” na „Rybna”. W 1939 strażnica znajdowała się w strukturze 1 kompanii KOP „Chominka” batalionu KOP „Ludwikowo”. Strażnica liczyła około 18 żołnierzy i rozmieszczona była przy linii granicznej z zadaniem bezpośredniej ochrony granicy państwowej.
W 1932 obsada strażnicy zakwaterowana była w budynku KOP. Strażnicę z macierzystą kompanią łączyła droga polna długości 7 km.

## Służba graniczna
Podstawową jednostką taktyczną Korpusu Ochrony Pogranicza przeznaczoną do pełnienia służby ochronnej był batalion graniczny. Odcinek batalionu dzielił się na pododcinki kompanii, a te z kolei na pododcinki strażnic, które były „zasadniczymi jednostkami pełniącymi służbę ochronną”, w sile półplutonu. Służba ochronna pełniona była systemem zmiennym, polegającym na stałym patrolowaniu strefy nadgranicznej, wystawianiu posterunków alarmowych, obserwacyjnych i kontrolnych stałych, patrolowaniu i organizowaniu zasadzek w miejscach rozpoznanych jako niebezpieczne, kontrolowaniu dokumentów i zatrzymywaniu osób podejrzanych, a także utrzymywaniu ścisłej łączności między oddziałami i władzami administracyjnymi. Strażnice KOP stanowiły pierwszy rzut ugrupowania kordonowego Korpusu Ochrony Pogranicza.
Strażnica KOP „Rybna” w 1932 ochraniała pododcinek granicy państwowej szerokości 9 kilometrów 170 metrów od słupa granicznego nr 943 do 954, a w 1938 pododcinek szerokości 6 kilometrów 905 metrów od słupa granicznego nr 942 do 955.
Sąsiednie strażnice:
- 134 strażnica KOP „Helenowo” ⇔ 136 strażnica KOP „Jastrzębów” - 1928[3], 1929[4], 1931[5] , 1932[6], 1934[7], 1938[8]